# Disney Channel (Rosja)
Disney Channel Russia (ros. Канал Disney) – rosyjskojęzyczna stacja telewizyjna dla dzieci i młodzieży. Transmisja w Rosji i w większej części WNP oraz na Litwie, z wyjątkiem Ukrainy, Kazachstanu i Uzbekistanu rozpoczęła się dnia 10 sierpnia 2010 o godz. 18:00 czasu Moskiewskiego (GMT+3). Kanał nadawał także w Gruzji i Azerbejdżanie. Zastąpił 31 grudnia 2011 o 12:00 kanał Semiorka. Zakończył nadawanie 14 grudnia 2022 i został zastąpiony przez Sołnce.

## Programy

### Seriale animowane
- Hotel Transylwania
- Miraculum: Biedronka i Czarny Kot
- Myszka Miki
- Star Butterfly kontra siły zła
- Ulica Dalmatyńczyków 101
- Zaplątane przygody Roszpunki

### Seriale fabularne
- Czarodzieje z Waverly Place
- Hannah Montana
- Powodzenia, Charlie!
- Jessie
- Power Rangers Beast Morphers

### Filmy
| Animowane: - Aladyn (1992) - Auta (2006) - Dzwoneczek (2008) - Gdzie jest Nemo? (2003) - Królewna Śnieżka i siedmiu krasnoludków (1937) - Księżniczka i żaba (2009) - Mulan (1998) - Piękna i Bestia (1991) - Ratatuj (2007) - Toy Story (1995) - Toy Story 2 (1999) - WALL·E (2008) | Fabularne: - Camp Rock (2008) - Czytaj i płacz (2006) - Dwanaście okrążeń (2001) - Dziewczyna XXI-go wieku (1999) - Dziewczyny Cheetah (2003) - Dziewczyny Cheetah 2 (2006) - Geniusz (1999) - High School Musical (2006) - High School Musical 2 (2007) - I bądź tu mądra (2005) - Johnny Tsunami (1999) - Kadet Kelly (2002) - Piraci z Karaibów: Klątwa Czarnej Perły (2003) - Program ochrony księżniczek (2009) - Projekt Merkury (2000) - Tego już za wiele (2002) - Wirtualny ideał (2004) - Wskakuj! (2007) - Zakręcony piątek (2003) |